# Peruanische Volleyballnationalmannschaft der Männer
Die peruanische Volleyballnationalmannschaft der Männer ist eine Auswahl der besten peruanischen Spieler, die die Federación Peruana de Voleibol bei internationalen Turnieren und Länderspielen repräsentiert.

## Geschichte

### Weltmeisterschaft
Bei der bislang einzigen Teilnahme an einer Volleyball-Weltmeisterschaft belegte Peru 1960 den 14. Platz.

### Olympische Spiele
Peru konnte sich noch nie für Olympische Spiele qualifizieren.

### Südamerikameisterschaft
Bei der ersten Volleyball-Südamerikameisterschaft wurden die Peruaner 1951 Dritter und fünf Jahre später Vierter. Nach dem dritten Platz 1961 verschlechterten sie im folgenden Jahr auf den siebten Platz. Nachdem sie 1971 Sechster und 1975 Achter geworden waren, kamen sie 1977 als Gastgeber auf den vierten und 1979 auf den sechsten Rang. Ähnliche Ergebnisse gab es auch von 1985 bis 1991. Nach dem verpassten Turnier 1993 erreichten die Peruaner die Plätze fünf, vier und acht. Bei der letzten Südamerikameisterschaft wurden sie Siebter.

### World Cup
Im World Cup hat Peru bisher nicht mitgespielt.

### Weltliga
Auch die Weltliga fand bisher ohne peruanische Beteiligung statt.